# نائومی لانگ
نائومی لانگ (انگلیسی: Naomi Long؛ زادهٔ ۱۳ دسامبر ۱۹۷۱) سیاست‌مدار اهل بریتانیا است.
او یک سیاستمدار اهل ایرلند شمالی است که از ژانویه ۲۰۲۰ به عنوان وزیر دادگستری در قوه مجریه ایرلند شمالی و از سال ۲۰۱۶ رهبر حزب اتحاد بوده است. او به عنوان یکی از اعضای این حزب خدمت کرده است و نماینده مجلس قانونگذاری ایرلند (MLA) برای شرق بلفاست از سال ۲۰۲۰ است.
لانگ از سال ۲۰۰۹ تا ۲۰۱۰ به عنوان شهردار بلفاست خدمت کرد و از سال ۲۰۰۳ تا ۲۰۱۰ نماینده بلفاست شرقی در پارلمان ایرلند شمالی بود. او پس از انتخاب به عنوان نماینده پارلمان بلفاست شرقی در انتخابات عمومی سال ۲۰۱۰، از سمت سابقش استعفا داد. او برای یک دوره پارلمانی خدمت کرد و کرسی خود را به نماینده  حزب اتحادیه دمکراتیک (DUP) در انتخابات عمومی سال ۲۰۱۵واگذار. او در سال ۲۰۱۶به پارلمان ایرلند شمالی بازگشت، . پس از خروج بریتانیا از اتحادیه اروپا در سال ۲۰۲۰، لانگ به عنوان عضو پارلمان برگزیده شد.  و به عنوان وزیر دادگستری در ایرلند شمالی منصوب شد.